# Teodor II Làscaris
Teodor II Ducas Làscaris (Nicea 1221 o 1222 - agost 1259) va ser emperador de Nicea entre 1254 i 1258. Considerat un rei culte i valent, va tenir un regnat curt a causa de la seva epilèpsia i de la manca de suport d'un sector de l'aristocràcia.

## Orígens
Fou l'únic fill de l'emperador de Nicea Joan III Ducas Vatatzes i de la seva dona, la princesa Irene (també anomenada Eugènia) Làscaris, filla de Teodor I Làscaris. Va néixer el mateix dia que el seu pare assumia el títol d'emperador, el desembre del 1221.
Va ser educat per l'erudit Nicèfor Blemmides. Des de la seva època d'estudiant va mantenir l'amor a la ciència i a l'art al llarg de tota la seva vida.

## Coronació i guerra amb Bulgària
Des del 1241 Teodor va col·laborar amb el seu pare en afers de govern. A la mort de Joan III, el 4 de novembre del 1254, fou aclamat emperador amb el nom de Teodor II, tant per l'exèrcit com pels cortesans, però no va ser coronat fins que el nou patriarca Arseni Autorià va assumir el seu càrrec el 1255.
El moment successori va ser aprofitat pels búlgars, que van envair Tràcia guiats pel jove i inexpert Miquel Assèn. Teodor es va posar immediatament al capdavant d'un exèrcit i, inesperadament per un home que tenia preferència pels estudis, en va sortir airós amb una victòria. Durant una segona expedició el 1256, va aconseguir acordar un tractat de pau favorable a l'Imperi de Nicea i que potser fos la causa de la crisi de govern a Bulgària.
La victòria amb els búlgars va posar en alerta Miquel de l'Epir, el qual per assegurar la pau amb el seu veí, va proposar un matrimoni entre el seu fill Nicèfor i Maria, filla de Teodor. L'emperador de Nicea va acceptar demanant a canvi els territoris de Dirràquion i Sèrvia. El matrimoni es va dur a terme però el disgust de Miquel anava per dins i a la primavera del 1257 va fer revoltar aquests territoris sota un exèrcit guiat per l'historiador Jordi Acropolita. Teodor va enviar per la seva defensa el general Miquel Paleòleg, que va recuperar la major part del territori, però que fou empresonat al seu retorn acusat de conspiració.

## Política interna
Teodor va afavorir els buròcrates de les classes mitjanes en lloc dels membres de les famílies aristocràtiques. Preferia envoltar-se dels qui havien estat els seus companys d'estudis i de persones que s'havien guanyat un lloc que dels que simplement l'havien heretat. Això va generar una considerable oposició per part de la noblesa cap a ell i cap al seu principal ministre, el gran domèstic Jordi Muzaló. El conflicte va derivar en l'exili d'un dels membres de l'oposició, el qui més endavant seria emperador Miquel VIII Paleòleg, el qual fou acusat de conspiració en unió als seljúcides del Soldanat de Rum.
En plena crisi de confiança, l'epilèpsia que patia va empitjorar i va morir el 16 d'agost del 1258. Atès que el seu fill Joan IV Ducas Làscaris encara era menor d'edat, la regència fou delegada a Jordi Muzaló.

## Núpcies i descendents
Es va casar el 1235 amb Helena Assèn de Bulgària, filla del tsar búlgar Ivan II Assèn de Bulgària. Eren fills seus:
- Eudòxia Lascarina, emigrada cap a la Corona d'Aragó, després d'haver-se casat amb Guillem de Ventimiglia.
- Joan IV Ducas Làscaris, emperador de Nicea.
- Irene, casada amb el tsar búlgar Constantí Tikh.
- Teodora, casada amb Mateu de Mons, baró de Veligosti.[6]
- Maria, casada amb Nicèfor I Àngel, dèspota de l'Epir.[7]

Segons Jordi Paquimeres, Teodor va tenir una filla il·legítima que es va casar amb Svetoslav, dèspota de Bulgària.

## Obres escrites
El seu mestre Nicèfor Blemmides va escriure en honor seu un llibre titulat Estàtua Imperial (Βασιλικός Άνδριάς), una descripció del que havia de ser un emperador ideal.
Teodor va ser autor d'una Cosmologia i d'una obra de caràcter religiós Teologia cristiana (Χριστιανική θεολογία), en la qual feia una exposició sistemàtica de la doctrina cristiana. També va escriure tractats sobre moral, discursos i epístoles.